# Halve marathon van Zwolle

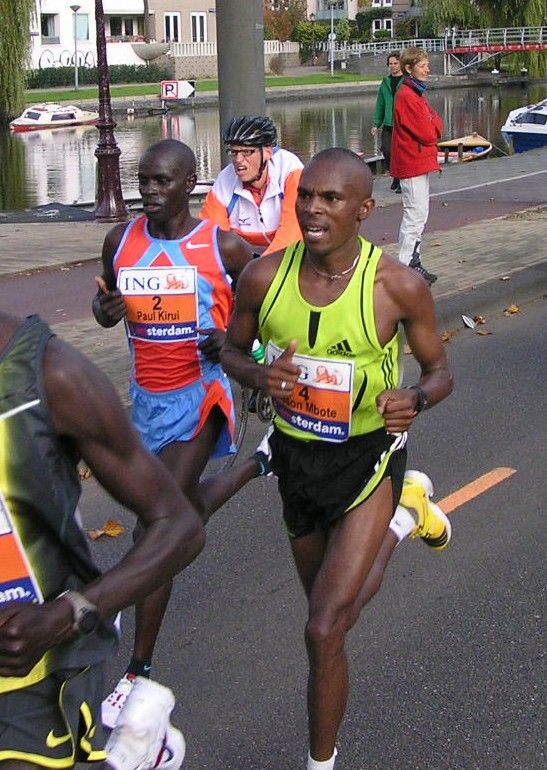
Jason Mbote uit Kenia won drie keer op rij (foto in Amsterdam 2007).

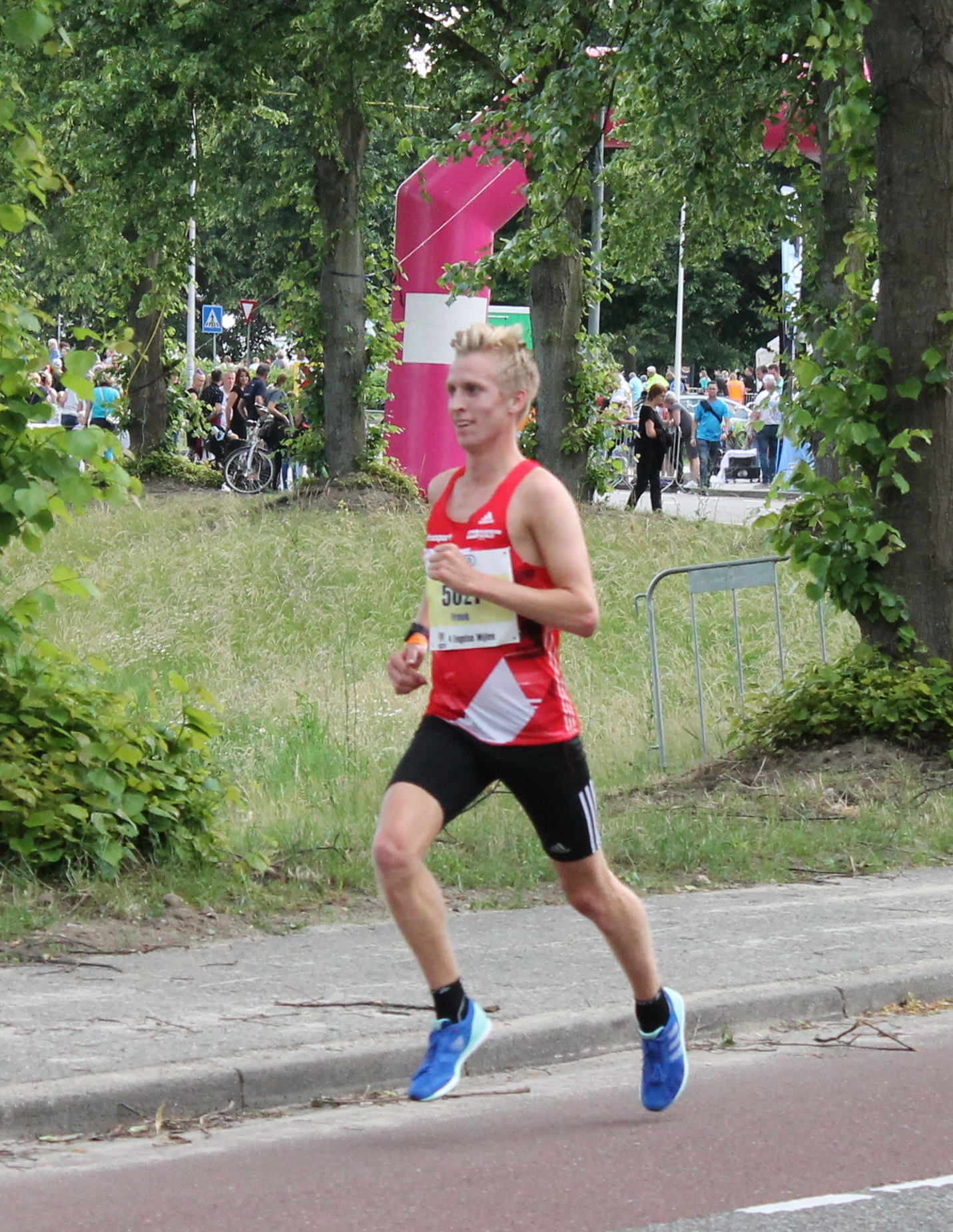
Frank Futselaar op weg naar de overwinning van de 4 Engelse mijlen in 2017.

De Halve marathon van Zwolle (ook wel Zwolse Halve Marathon genoemd) is een hardloopwedstrijd over 21,1 km, die sinds 2001 jaarlijks in juni wordt gehouden in de Nederlandse stad Zwolle. De wedstrijd hoort bij de belangrijkste halve marathons van Nederland. Naast de halve marathon is er ook een wedstrijd van  4 Engelse mijlen die gedeeltelijk over hetzelfde parcours gaat.

## Geschiedenis
In Zwolle werd in de jaren tachtig een bekende wegwedstrijd over 10 km gehouden met bekende atleten als Gerard Nijboer en Henk Mentink. In 1992 was echter de laatste loop in Zwolle. In 2001 werd mede op initiatief van Gerard van de Veen een opvolger voor deze loop georganiseerd, een halve marathon met een aantal van 723 deelnemers. In de jaren erna groeide het evenement tot een van de sterkst bezette wedstrijden van Oost-Nederland. 
Grote namen in de hedendaagse atletiek wonnen de wedstrijd in Zwolle. Zo vestigde Wilson Kipsang - winnaar van de marathon van New York, Londen en Berlijn - in 2011 het parcoursrecord, dat vijf jaar later werd verbroken door Richard Kiprop. Kipsang was vanaf 2013 een jaar lang houder van het wereldrecord op de marathon.
In 2018 waren er ruim 3.400 deelnemers op de halve marathon en meer dan 4.000 deelnemers op de 4 Engelse mijl.
De halve marathon van Zwolle is vijftien keer gewonnen door een Keniaanse hardloper. De Keniaan Jason Mbote won viermaal en bij de vrouwen won Flomena Chepchirchir viermaal.

## Parcoursrecords
- Mannen: 1:00.24 - William Wanjiku  KEN (2019)
- Vrouwen: 1:08.22 - Flomena Chepchirchir  KEN (2011)

## Uitslagen
| Jaar         | Snelste man           | Land    | Tijd    | Snelste vrouw        | Land      | Tijd    |
| ------------ | --------------------- | ------- | ------- | -------------------- | --------- | ------- |
| 8 juni 2024  | Isaia Kipkoech Lasoi  | Kenia   | 1:00.29 | Veronica Loleo       | Kenia     | 1:07.21 |
| 10 juni 2023 | Isaia Kipkoech Lasoi  | Kenia   | 1:02.17 | Nigsti Haftu         | Ethiopië  | 1:08.33 |
| 2022         | Charles Yosei Muneria | Kenia   | 1:00.28 | Nigisti Haftu        | Ethiopië  | 1:08.36 |
| 2019         | William Wanjiku       | Kenia   | 1:00.24 | Melat Yisak Kejeta   | Duitsland | 1:09.29 |
| 2018         | William Wanjiku       | Kenia   | 1:01.31 | Fancy Chemutai       | Kenia     | 1:09.38 |
| 2017         | Richard Kiprop        | Kenia   | 1:01.34 | Flomena Chepchirchir | Kenia     | 1:10.38 |
| 2016         | Richard Kiprop        | Kenia   | 1:00.37 | Helah Kiprop         | Kenia     | 1:08.36 |
| 2015         | Richard Kiprop        | Kenia   | 1:01.22 | Janet Rono           | Kenia     | 1:11.10 |
| 2014         | Jonathan Maiyo        | Kenia   | 1:01.01 | Helah Kiprop         | Kenia     | 1:09.46 |
| 2013         | Edwin Kiptoo          | Kenia   | 1:01.19 | Agnes Mutune         | Kenia     | 1:10.14 |
| 2012         | Nguse Amlosom         | Eritrea | 1:01.39 | Helah Kiprop         | Kenia     | 1:09.41 |
| 2011         | Wilson Kipsang        | Kenia   | 1:00.49 | Flomena Chepchirchir | Kenia     | 1:08.22 |
| 2010         | Joseph Kiptum         | Kenia   | 1:01.53 | Caroline Kilel       | Kenia     | 1:10.05 |
| 2009         | Jason Mbote           | Kenia   | 1:02.03 | Etalemahu Kidane     | Ethiopië  | 1:12.37 |
| 2008         | Ben Kimwole           | Kenia   | 1:01.50 | Flomena Chepchirchir | Kenia     | 1:12.40 |
| 2007         | Jason Mbote           | Kenia   | 1:02.52 | Flomena Chepchirchir | Kenia     | 1:14.05 |
| 2006         | Jason Mbote           | Kenia   | 1:02.23 | Beata Rakonczai      | Zimbabwe  | 1:14.59 |
| 2005         | Jason Mbote           | Kenia   | 1:03.31 | Petra Kamínková      | Tsjechië  | 1:13.46 |
| 2004         | Peter Kiprotich       | Kenia   | 1:02.31 | Nadja Wijenberg      | Nederland | 1:15.03 |
| 2003         | Simon Kiprop          | Kenia   | 1:03.59 | Emily Kimuria        | Kenia     | 1:13.44 |
| 2002         | Daniel Rono           | Kenia   | 1:02.55 | Caroline Kwambai     | Kenia     | 1:10.17 |
| 2001         | Rodgers Rop           | Kenia   | 1:02.33 | Mary Ptikany         | Kenia     | 1:12.33 |

Amersfoort ·
Amsterdam ·
Breda ·
Den Haag ·
Den Helder ·
Dordrecht ·
Drunen ·
Eindhoven ·
Egmond aan Zee ·
Enschede ·
Etten-Leur ·
Haarlem ·
Haarlemmermeer ·
Hoorn ·
Leeuwarden ·
Leiden ·
Linschoten ·
Monster ·
Nijmegen ·
Pijnacker ·
Schoorl ·
Spijkenisse ·
Terschelling ·
Texel ·
Utrecht ·
Venlo ·
Zandvoort ·
Zwolle